# Anguilla, Mississippi
Anguilla là một thành phố thuộc quận Sharkey, tiểu bang Mississippi, Hoa Kỳ. Năm 2010, dân số của thành phố này là 726 người.

## Dân số
- Dân số năm 2000: 907 người.
- Dân số năm 2010: 726 người.